# Bernd Rosemeyer
Bernd Rosemeyer (Lingen, Alemanha, 14 de outubro de 1909 – Frankfurt, 28 de janeiro de 1938) foi um automobilista alemão.
Começou a carreira participando de corridas de motocicleta e logo se tornou piloto de automóveis pela Auto Union. Venceu seu primeiro Grande Prêmio no circuito de Masaryk na Tchecoslováquia em 1935. Posteriormente, venceu o Campeonato Europeu de Automobilismo em 1936 e em seguida a Copa Vanderbilt de automobilismo em 1937 nos Estados Unidos. Feitos que lhe renderam renome internacional como um dos melhores pilotos da época.

## Morte
Em Janeiro de 1938, em uma tomada de tempo, Rosemeyer tentava bater o recorde de velocidade de 429 Km/h de seu compatriota e rival Rudolf Caracciola, quando perdeu o controle de seu carro a mais de 400 Km/h, vindo a se chocar com a proteção de pista e sendo arremessado para fora do carro, onde teve morte instantânea.

### Resultados no Campeonato Europeu de Automobilismo
| Temporada | Equipe     | Fabricante | 1       | 2     | 3       | 4       | 5     | Classificação | Pontos |
| --------- | ---------- | ---------- | ------- | ----- | ------- | ------- | ----- | ------------- | ------ |
| 1935      | Auto Union | Auto Union | BEL     | GER 4 | SUI 3   | ITA Ret | ESP 5 | 5             | 25     |
| 1936      | Auto Union | Auto Union | MON Ret | GER 1 | SUI 1   | ITA 1   |       | 1             | 10     |
| 1937      | Auto Union | Auto Union | BEL     | GER 3 | MON Ret | SUI Ret | ITA 3 | 7             | 28     |